# ルドルフ・ハイム

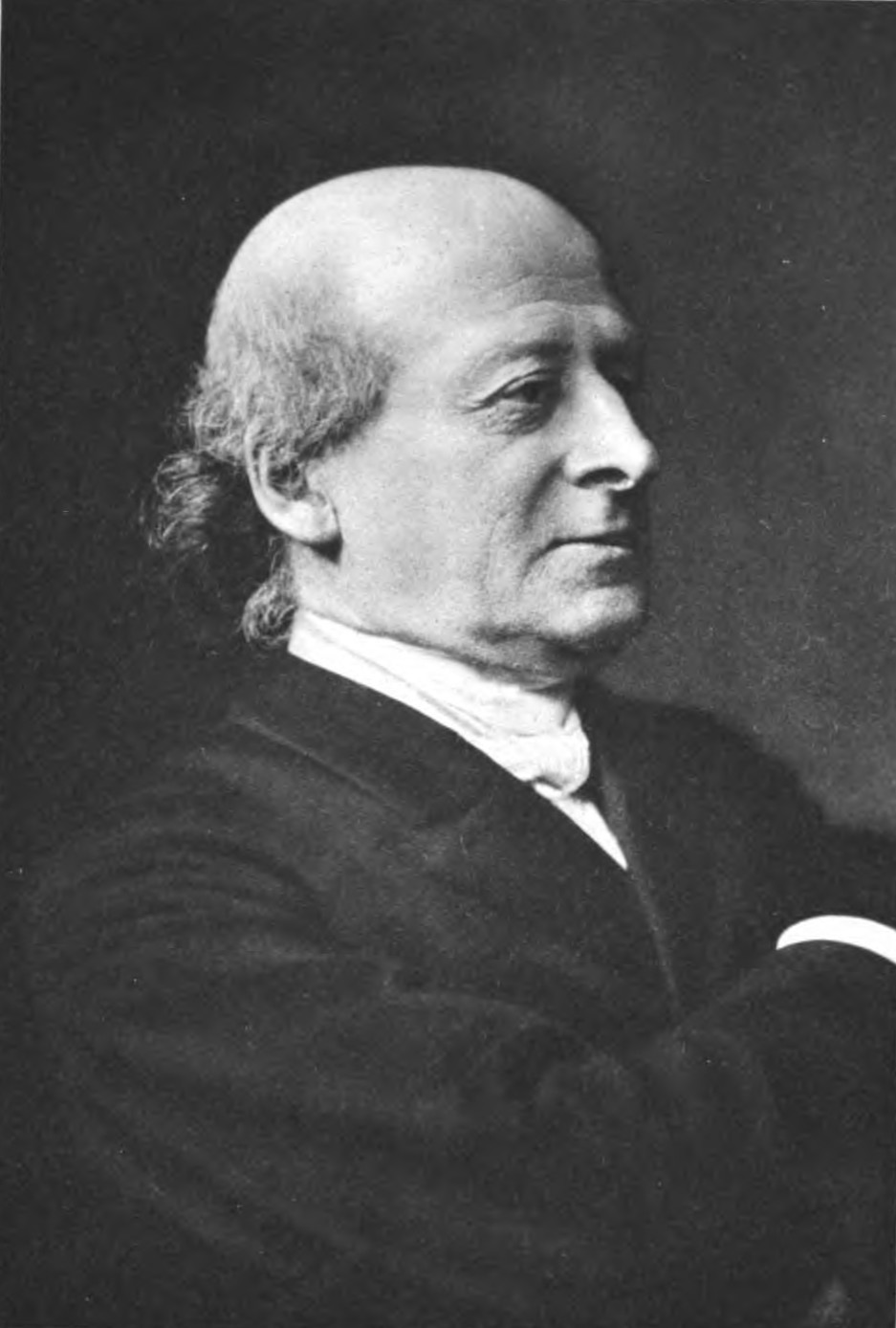
ルドルフ・ハイム

ルドルフ・ハイム（Rudolf Haym, 1821年10月5日 - 1901年8月27日）は、ドイツの哲学者。ハレ大学教授。
プロイセン王国のグリューンベルク（現ポーランド領ジェロナ・グラ）生まれ。ドイツ観念論、ドイツロマン主義文学、カント研究などに業績がある。カントの哲学を再評価し、新カント派への道をひらいた。1848年フランクフルト国民議会の議員に。
著作に、ヘーゲルの伝記として「ヘーゲルとその時代」（1857年）、「ロマン主義」（1870年）などがある。また、ヴィルヘルム・フンボルトとヘルダーに関しての伝記も執筆している。
サンクト・アントンで死去。